# Marc M. Hirschmann
Marc M. Hirschmann ist ein US-amerikanischer Geologe am Department of Earth and Environmental Sciences der University of Minnesota. Er befasst sich mit experimenteller Petrologie.

## Leben und Wirken
Hirschmann erwarb 1983 an der University of California, Berkeley einen Bachelor, 1987 bei Alexander R. McBirney an der University of Oregon einen Master (Petrogenesis of the transgressive granophyres of the Skaergaard intrusion, East) und 1992 bei Mark S. Ghiorso an der University of Washington einen Ph.D. (Studies of nickel and minor elements in olivine and in silicate liquids), jeweils in Geologie. Von 1993 bis 1995 arbeitete er als Postdoktorand bei Edward M. Stolper am CalTech. Nach Forschungs- und Lehrtätigkeiten an der University of Washington, am CalTech und an der University of North Carolina, Chapel Hill erhielt Hirschmann 1997 eine erste Professur (Assistant Professor) an der University of Minnesota, 2002 wurde er Associate Professor. Seit 2007 hat er hier eine ordentliche Professur für  Geologie und Geophysik. Seit 2008 ist er zusätzlich Lehrstuhlinhaber für Geowissenschaften und Planetologie.
Hirschmann und Mitarbeiter befassen theoretisch und experimentell sich mit Schmelzprozessen im Erdmantel (und dem Mantel von anderen Planeten) unter hohem Druck und bei hohen Temperaturen, insbesondere den Kreisläufen von Wasserstoff, Kohlenstoff, Stickstoff und Schwefel.
Laut Datenbank Scopus hat Hirschmann einen h-Index von 57, laut Google Scholar einen von 65 (jeweils Stand Dezember 2020). Mark Hirschmann wurde 2020 sowohl in die National Academy of Sciences als auch in die American Academy of Arts and Sciences gewählt.